# Melaneros acuticollis
Melaneros acuticollis is een keversoort uit de familie netschildkevers (Lycidae). De wetenschappelijke naam van de soort werd in 1877, tegelijk met die van het geslacht en een aantal andere soorten in dit geslacht, gepubliceerd door Léon Marc Herminie Fairmaire. In 1879 gaf hij een uitgebreidere beschrijving. In 1891 wees Jules Bourgeois Melaneros acuticollis aan als typesoort van het geslacht.